# Sèvremoine
Pour les articles homonymes, voir Sèvre.
Sèvremoine est une commune française située dans le département de Maine-et-Loire, en région Pays de la Loire, créée le 15 décembre 2015. Elle est issue de la fusion des communes de la communauté de communes de Moine et Sèvre.

## Géographie
Le chef-lieu de la commune nouvelle, Saint-Macaire-en-Mauges, se situe au sud-ouest du département de Maine-et-Loire.

### Communes limitrophes
| La Regrippière Vallet | Beaupréau-en-Mauges                            | Bégrolles-en-Mauges                                    |
| Mouzillon Clisson     | Sèvremoine                                     | La Séguinière                                          |
| Gétigné Boussay       | Saint-Aubin-des-Ormeaux Tiffauges La Bruffière | La Romagne Saint-Christophe-du-Bois Mortagne-sur-Sèvre |

### Réseaux de transports

#### Transports en commun
La gare de Torfou, halte ferroviaire de la SNCF est desservie par des TER Pays de la Loire circulant entre les gares de Nantes et de Cholet, via Clisson.
Les différentes communes déléguées sont desservies par le réseau Aléop.

### Climat
Pour des articles plus généraux, voir Climat des Pays de la Loire et Climat de Maine-et-Loire.
En 2010, le climat de la commune est de type climat océanique altéré, selon une étude du CNRS s'appuyant sur une série de données couvrant la période 1971-2000. En 2020, Météo-France publie une typologie des climats de la France métropolitaine dans laquelle la commune est exposée à un climat océanique et est dans la région climatique Bretagne orientale et méridionale, Pays nantais, Vendée, caractérisée par une faible pluviométrie en été et une bonne insolation.
Pour la période 1971-2000, la température annuelle moyenne est de 11,6 °C, avec une amplitude thermique annuelle de 14,1 °C. Le cumul annuel moyen de précipitations est de 777 mm, avec 12,3 jours de précipitations en janvier et 6,3 jours en juillet. Pour la période 1991-2020, la température moyenne annuelle observée sur la station météorologique de Météo-France la plus proche, sur la commune de Cholet à 11 km à vol d'oiseau, est de 12,3 °C et le cumul annuel moyen de précipitations est de 772,5 mm,. Pour l'avenir, les paramètres climatiques de la commune estimés pour 2050 selon différents scénarios d'émission de gaz à effet de serre sont consultables sur un site dédié publié par Météo-France en novembre 2022.

## Urbanisme

### Typologie
Au 1er janvier 2024, Sèvremoine est catégorisée bourg rural, selon la nouvelle grille communale de densité à sept niveaux définie par l'Insee en 2022.
Elle appartient à l'unité urbaine de Sèvremoine, une unité urbaine monocommunale constituant une ville isolée,. Par ailleurs la commune fait partie de l'aire d'attraction de Cholet, dont elle est une commune de la couronne,. Cette aire, qui regroupe 26 communes, est catégorisée dans les aires de 50 000 à moins de 200 000 habitants,.

## Histoire
La commune nouvelle de Sèvremoine naît de la fusion des 10 communes de la communauté de communes de Moine et Sèvre, à savoir Le Longeron, Montfaucon-Montigné, La Renaudière, Roussay, Saint-André-de-la-Marche, Saint-Crespin-sur-Moine, Saint-Germain-sur-Moine, Saint-Macaire-en-Mauges, Tillières et Torfou, dont la création a été officialisée par arrêté préfectoral du 5 octobre 2015.

## Politique et administration

### Administration municipale
Jusqu'au renouvellement des conseils municipaux de 2020, la commune nouvelle était administrée par un conseil municipal constitué de l'ensemble des membres des conseils municipaux des anciennes communes.
| Période                                  | Période                       | Identité       | Étiquette | Qualité                                                      |
| ---------------------------------------- | ----------------------------- | -------------- | --------- | ------------------------------------------------------------ |
| 15 décembre 2015                         | En cours (au 26 octobre 2023) | Didier Huchon, | SE        | Président de la communauté d'agglomération Mauges Communauté |
| Les données manquantes sont à compléter. |                               |                |           |                                                              |

### Communes déléguées
| Nom                             | Code Insee | Intercommunalité  | Superficie (km2) | Population (dernière pop. légale) | Densité (hab./km2) |
| ------------------------------- | ---------- | ----------------- | ---------------- | --------------------------------- | ------------------ |
| Saint-Macaire-en-Mauges (siège) | 49301      | CC Moine et Sèvre | 27,33            | 7 203 (2013)                      | 264                |
| Le Longeron                     | 49179      | CC Moine et Sèvre | 22,08            | 2 143 (2013)                      | 97                 |
| Montfaucon-Montigné             | 49206      | CC Moine et Sèvre | 16,80            | 2 123 (2013)                      | 126                |
| La Renaudière                   | 49258      | CC Moine et Sèvre | 21,46            | 989 (2013)                        | 46                 |
| Roussay                         | 49263      | CC Moine et Sèvre | 10,99            | 1 223 (2013)                      | 111                |
| Saint-André-de-la-Marche        | 49264      | CC Moine et Sèvre | 11,03            | 2 874 (2013)                      | 261                |
| Saint-Crespin-sur-Moine         | 49273      | CC Moine et Sèvre | 20,11            | 1 588 (2013)                      | 79                 |
| Saint-Germain-sur-Moine         | 49285      | CC Moine et Sèvre | 26,79            | 2 928 (2013)                      | 109                |
| Tillières                       | 49349      | CC Moine et Sèvre | 24,13            | 1 769 (2013)                      | 73                 |
| Torfou                          | 49350      | CC Moine et Sèvre | 32,35            | 2 130 (2013)                      | 66                 |

## Population et société

### Démographie

#### Évolution démographique
L'évolution du nombre d'habitants est connue à travers les recensements de la population effectués dans la commune depuis sa création.

En 2022, la commune comptait 25 764 habitants, en évolution de +0,32 % par rapport à 2016 (Maine-et-Loire : +2,12 %, France hors Mayotte : +2,11 %).
| 2016   | 2021   | 2022   |
| ------ | ------ | ------ |
| 25 681 | 25 806 | 25 764 |

#### Pyramide des âges
La population de la commune est plus jeune que celle du département. En 2020, le taux de personnes d'un âge inférieur à 30 ans s'élève à 37,1 %, soit un taux légèrement supérieur à la moyenne départementale (36,9 %). À l'inverse, le taux de personnes d'un âge supérieur à 60 ans (22 %) est inférieur au taux départemental (26,1 %).
En 2020, la commune comptait 12 817 hommes pour 12 702 femmes, soit un taux de 50,23 % d'hommes, supérieur au taux départemental (48,58 %).
Les pyramides des âges de la commune et du département s'établissent comme suit :
| Hommes | Classe d’âge | Femmes |
| ------ | ------------ | ------ |
| 0,7    | 90 ou +      | 1,9    |
| 5,2    | 75-89 ans    | 8,1    |
| 13,7   | 60-74 ans    | 14,5   |
| 20,5   | 45-59 ans    | 19,2   |
| 21,2   | 30-44 ans    | 21     |
| 15,9   | 15-29 ans    | 14,4   |
| 22,9   | 0-14 ans     | 20,9   |

| Hommes | Classe d’âge | Femmes |
| ------ | ------------ | ------ |
| 0,9    | 90 ou +      | 2,1    |
| 7      | 75-89 ans    | 9,5    |
| 16,2   | 60-74 ans    | 16,9   |
| 19,4   | 45-59 ans    | 18,7   |
| 18,2   | 30-44 ans    | 17,5   |
| 18,8   | 15-29 ans    | 17,6   |
| 19,5   | 0-14 ans     | 17,6   |

### Sports et loisirs
La commune dispose d'un club de football appelé Football Club Andréa-Macairois, issu de la fusion en 2016 de la Fraternelle Saint-Macaire (Saint-Macaire-en-Mauges) et de l'Étoile des Mauges (Saint-André-de-la-Marche). Le FCAM remporte la Coupe de l'Anjou dès sa première saison, en 2016-2017, fait rare pour un club évoluant en division de district. L'équipe première est entraînée depuis l'été 2017 par Medhi Leroy, ancien joueur professionnel et champion de France en 2001 avec le FC Nantes.

## Économie et industrie
- groupe Grimaud, biologie humaine et animale.

## Culture locale et patrimoine

### Lieux et monuments
La pierre Tournisse de Torfou est une pierre branlante créée naturellement. Elle est aussi une pierre tournante, c'est-à-dire une pierre à laquelle est attachée une légende qui dit qu'elle est capable de tourner sur elle-même en certaines occasions bien précises. Elle se trouve à la sortie de Torfou, sur la route de Roussay.

### Personnalités liées à la commune
- Rémy "XTQZZZ" Quoniam, coach professionnel de Counter-Strike chez Vitality, y a habité plusieurs années[23].